# R.-K.-Cho-Wirtschaftspreis
Der R.-K.-Cho-Wirtschaftswissenschaftspreis (Koreanisch: 조락교경제학상) ist eine von der Yonsei University vergebene Auszeichnung auf dem Gebiet der Wirtschaftswissenschaft. Der Preis wurde 2007 mittels Endowment von R. K. Cho, dem Geschäftsführer des Verpackungsunternehmens Samryoong, gestiftet und soll herausragende Leistungen auf dem Gebiet der Wirtschaftswissenschaft honorieren. Ursprünglich ausschließlich für südkoreanische Preisträger angedacht wurden diese Einschränkung in den Vergabekriterien später aufgehoben. Als Preissumme sind 100 Millionen Südkoreanische Won ausgelobt.

## Bisherige Preisträger
- 2008: Yeon-Koo Che (Columbia University)
- 2009: Hyun-Song Shin (Princeton University)
- 2010: Joon Y. Park (Indiana University Bloomington)
- 2011: Jinyong Hahn (University of California, Los Angeles)
- 2012: In-koo Cho (University of Illinois)
- 2013: Chang Yongsung (Yonsei University)
- 2014: Choi Jae-pil (Yonsei University)
- 2015: Richard Rogerson (Princeton University)
- 2016: Quang Vuong (New York University)
- 2017: Michihiro Kandori (Universität Tokio)
- 2018: Hyungsik Roger Moon (University of Southern California)
- 2020: Valerie Ramey (University of California, San Diego)
- 2022: Yuriy Gorodnichenko (University of California, Berkeley)
- 2023: John List (University of Chicago)[1][2]